# Suizhou
Suizhou (cinese: 随州; pinyin: Suízhōu) è una città-prefettura della Cina nella provincia dello Hubei.

## Suddivisioni amministrative
- Distretto di Zengdu
- Guangshui
- Contea di Sui